# Westelijke grijze reuzenkangoeroe
De westelijke grijze reuzenkangoeroe (Macropus fuliginosus) is een kangoeroe uit het geslacht Macropus. De wetenschappelijke naam van de soort werd voor het eerst geldig gepubliceerd door Anselme Gaëtan Desmarest in 1817. Deze soort leeft in het westelijke deel van Australië en is nauw verwant aan de oostelijke grijze reuzenkangoeroe (Macropus giganteus).

## Uiterlijk
De westelijke grijze reuzenkangoeroe heeft een lichaamslengte van 1.1 tot 1.3 meter en een staart van ongeveer een meter lang. Het gewicht bedraagt gemiddeld 28 kg. De vacht is grijsbruin tot chocoladebruin van kleur, de witgekleurde hals en buik uitgezonderd. De lichaamsbouw van de westelijke grijze reuzenkangoeroe is vergelijkbaar met de meeste andere kangoeroes. Mannetjes hebben een dubbel zo grote omvang dan vrouwtjes en kunnen wel sprongen maken van 10 meter.

## Leefwijze
De westelijke grijze reuzenkangoeroe is overwegend in de schemering en tijdens de nacht actief. De dag wordt rustend doorgebracht in de schaduw van bomen. Net als de andere kangoeroes is de westelijke grijze reuzenkangoeroe een planteneter die in groepen leeft. Zijn voedsel bestaat uit grassen en blaadjes van lage bomen en struiken. In gevangenschap kan deze soort tot twintig jaar oud worden. Normaal huppelt het dier op alle vier zijn poten rond, steunend op de staart, maar bij gevaar gebruikt het alleen de achterpoten.

## Voortplanting
Tijdens de paartijd leveren de mannetjes gevechten om de gunsten van de vrouwtjes, maar dat doen ze ook wel om voedsel of rustplaatsen. Daarbij grijpen ze elkaar vast en proberen elkaar om te duwen, daarbij schoppend met de achterpoten en steunend op hun staart. Gewonden zijn hierbij een zeldzaam verschijnsel. Deze soort leeft in groepen van maximaal 15 dieren, waarin zich alleen het dominante mannetje voortplant. De draagtijd is 30 tot 31 dagen. Het jong blijft 130 tot 150 dagen in de buidel, vastgehecht aan de tepel. Ongeveer vanaf de 250ste dag verlaat het voor korte perioden de buidel, maar duikt er bij gevaar direct weer in.

## Leefgebied
De westelijke grijze reuzenkangoeroe is wijdverspreid over Australië. Deze soort leeft langs vrijwel de gehele zuidkust, van Shark Bay in West-Australië tot het zuidoosten van Zuid-Australië. In het Murray-Darling Basin in New South Wales en Queensland leeft de westelijke grijze reuzenkangoeroe samen met de oostelijke grijze reuzenkangoeroe. Op Kangaroo Island leeft een aparte ondersoort, Macropus fuliginosus fuliginosus, die donkerbruin van kleur is. De westelijke grijze reuzenkangoeroe op het vasteland wordt aangeduid als M. fuliginosus melanops. Deze kangoeroe heeft eucalyptusbossen, boomsavannes en scrublands als leefgebied.